# Topcsika-barlang
A Topcsika-barlang (bolgárul: Топчика пещера) Bulgáriában, Plovdiv megyében, Dobrosztan faluban található, a Rodope-hegység keleti végén. A barlang 727 méter hosszú és 61 méter mély. 
A barlang régóta ismert az emberek előtt. A vaskorból származó barlangrajzokat találtak a falakon, ezek jobbára állatokat ábrázolnak. Találtak cseréptöredékeket is. Kiástak állati csontokat is, többek között egy barlangi medve több csontját. Ószláv felirat is ékesíti a barlangot, ezt vélhetően egy remete alkotta. A Topcsika-barlangot az 1960-as években térképezték fel. Érdekes kísérlet helye volt a barlang 1971-ben, négy ember egy hónapot töltött benne 60 méteres mélységben.

## Fordítás
- Ez a szócikk részben vagy egészben  a(z)   Топчика (пещера) című bolgár Wikipédia-szócikk fordításán alapul.  Az eredeti cikk szerkesztőit annak laptörténete sorolja fel. Ez a jelzés csupán a megfogalmazás eredetét és a szerzői jogokat jelzi, nem szolgál a cikkben szereplő információk forrásmegjelöléseként.